# Gare de Lentilly - Charpenay
La gare de Lentilly - Charpenay est une gare ferroviaire française située sur la commune de Lentilly dans le département du Rhône et la région Auvergne-Rhône-Alpes.

## Service voyageurs

### Accueil
Halte SNCF, c'est un point d'arrêt non géré (PANG) à entrée libre.

### Dessertes
Lentilly - Charpenay est desservie par des trains du réseau TER Auvergne-Rhône-Alpes (ligne Sain-Bel - Lyon).